# Pristigloma nitens
Pristigloma nitens is een tweekleppigensoort uit de familie van de Sareptidae. De wetenschappelijke naam van de soort is voor het eerst geldig gepubliceerd in 1876 door Jeffreys.